# Knjiški leksemi
Knjiški leksemi riječi su koje se, bez obzira na svoju starost, pojavljaju samo u knjigama i rječnicima. Uglavnom su rezultat purističkih djelovanja starijih hrvatskih leksikografa.
Knjiški su leksemi novotvorenice.

## Primjeri knjiških leksema
- brodokršje = brodolom
- drvar = stolar
- groboder = grobar
- kamenarnica  = kamenolom
- kruhopekarstvo = pekara
- mirisnica = parfumerija
- nadgrobnica = epitaf